# Tragedia de pe Stadionul Heysel
Tragedia de pe Stadionul Heysel (pronunțat [ˈɦɛizəl]; în italiană Strage dell'Heysel, în franceză Drame du Heysel, în neerlandeză Heizeldrama) s-a întâmplat pe 29 mai 1985, în Bruxelles, Belgia, la meciul din finala Cupei Campionilor Europeni 1985 dintre echipa italiană Juventus și cea engleză, Liverpool, când un perete al Stadionului Heysel s-a prăbușit peste fanii ce fugeau panicați. În rezultat 39 de fani ai lui Juventus au murit iar 600 au fost răniți.

Cu o oră înainte de începutul meciului, un grup de suporteri ai lui Liverpool au sărit gardul de protecție ce-i despărțea de fanii lui Juventus. Drept urmare fanii lui Juventus panicați au început să fugă de pe terasa stadionului, provocând astfel prăbușirea peretelui susținător, fapt care a dus la moartea a 39 de persoane și alte câteva sute au fost rănite. În pofida incidentului, meciul nu a fost anulat, ci s-a jucat până la capăt, pentru a se evita altercații în continuare.
Ca rezultat al tragediei cluburile engleze de fotbal au primit de la UEFA interdicție nelimitată în competițiile europene (ridicată în 1990–91), Liverpool fiind exclusă pentru un an suplimentar, iar 14 suporteri ai FC Liverpool au fost găsiți vinovați în omucidere involuntară, fiecare din ei fiind condamnat la trei ani de închisoare. Dezastrul a fost mai târziu descris ca „cea mai neagră oră din istoria competițiilor UEFA”.

## Evenimentele ce au dus la dezastru
În mai 1985, Liverpool era cu ceritudine în postura de cea mai bună echipă din Europa, câștigând 4 din ultimile 8 Cupe ale Campionilor Europeni. Liverpool ajunsese din nou în finală în 1985, după ce în finala sezonului precedent ei au bătut echipa italiană AS Roma. Și de data asta din nou au trebuit să se confrunte cu o echipă italiană, Juventus, deținătoarea trofeului Cupa Cupelor UEFA, din sezonul precedent, care avea în lot mulți campioni mondiali ai Italiei din 1982, și pe francezul Michel Platini, câștigătorul Ballon d'Or (acordat fotbalistului european al anului) în 1983, 1984 și 1985.
Deși era stadion național al Belgiei, Stadionul Heysel era într-o stare tehnică proastă la momentul finalei europene din 1985. Stadionul cu o vechime de 55 de ani nu a fost întreținut suficient de bine, astfel că unele părți ale stadionului de-a dreptul se surpau. Spre exemplu, gardul exterior al stadionului era construit din bolțari, și fanii care nu au avut bilete, au fost observați spărgând găuri în el pentru a intra înăuntru. Mai târziu jucătorii și fanii lui Liverpool au spus că ei sunt șocați de condițiile mizerabile de la stadion, în pofida raportărilor fanilor de la Arsenal, că ”stadionul a fost o groapa”, când au jucat aici tunarii cu câțiva ani mai devreme. Ei au fost surprinși că Heysel a fost selectat în ciuda condițiilor proaste, mai ales că stadionul echipei Barcelona, Camp Nou și cel al Madridului, stadionul Santiago Bernabéu, erau ambele disponibile. Directorul general al FC Liverpool, Peter Robinson a cerut la UEFA să se aleagă alt stadion, susținând că Heysel nu este potrivit pentru a găzdui o finală europeană, dar UEFA a refuzat să mute meciul.
Stadionul a fost ticsit cu 58.000–60.000 de suporteri, cu peste 25.000 din fiecare tabără. Cele două capete din spatele porților erau de fapt niște terase de stat în picioare, fără scaune, fiecare divizat în trei sectoare. Fanilor lui Juventus le-au revenit sectoarele O, N și M. În partea lui Liverpool erau situate X și Y, atribuite fanilor englezi, cu sectorul Z alături rezervat fanilor neutri.
la acel moment Brussels, ca și restul Belgiei, deja avea o mare comunitate de italieni, inclusiv mulți fani expatriați ai lui Juventus, care de altfel au și cumpărat tichetele în sectorul Z.

### Confruntarea

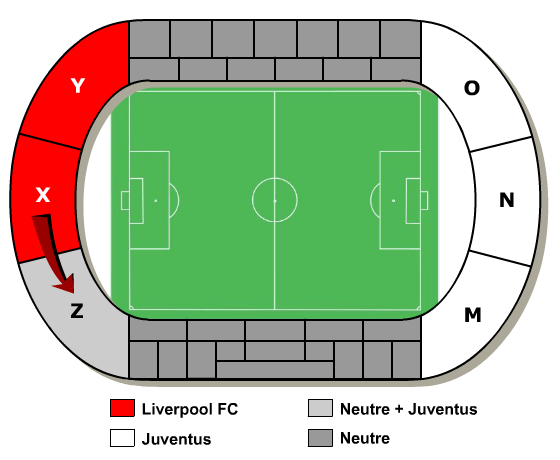
Stadionul Heysel pe sectoare

Aproximativ la ora locală 19, cu o oră înainte de începutul meciului, nebunia a început. Fanii Liverpool și ai Juventus se aflau în nemărginita apropiere unii de alții, sectoarele X și Z. Încă dinainte de meci din ambele părți au început să zboare rachete și petarde.
Odată cu fluierul de start au început să zboare și pietre, care se aflau sub picioarele fanilor. Un grup de suporteri ai lui Liverpool au început să sară gardul de protecție îndreptându-se spre galeria italienilor. Fanii Juventus au încercat să fugă sărind peste peretele stadionului. Mulți au reușit; totuși, peretele a cedat sub greutate și s-a prăbușit.
Anume în acel moment au avut loc majoritatea deceselor — 39 de persoane au murit, și alte 600 au fost rănite.
În semn de răzbunare pentru evenimentele din sectorul Z, fanii Juventus s-au răsculat din celălalt capăt de stadion. Ei au avansat pe teren și se deplsau spre direcția suporterilor lui Liverpool, dar intervenția poliției i-a stopat. În următoarele două ore din direcția lor către poliție zburau pietre, sticle și rachete. Un fan Juventus a fost surprins de televiziune trăgând dintr-un pistol (mai târziu a fost indetificat ca fiind un pistol de start⁠(en)[traduceți]).
Înainte de meciul principal s-a jucat un meci amical între jucători de la selecționatele de juniori belgiene, care se jucau în culori identice cu concurenții cupei. În prima repriză, echipa roșie belgiană a construit un avans de 3-0, spre deliciul fanilor lui Liverpool care au acționat ca și cum jocul din Cupă a început deja. Atunci când echipa în alb a marcat în a doua repriză, în jurul 19:10, fanii englezi și cei italiani au început îmbrâncelile.

### Juventus 1–0 Liverpool
În ciuda amplorii dezastrului, s-a considerat că renunțarea la joc ar fi riscat să amplifice problema și mai mult, și meciul în cele din urmă a început după ce căpitanii ambelor părți au vorbit mulțimii și au făcut apel la calm.
Juventus a câștigat meciul cu 1–0 datorită unui penalti realizat de Michel Platini, acordat de arbitrul elvețian Daina pentru un fault asupra lui Zbigniew Boniek.
| Juventus           | 1 – 0  | Liverpool |
| ------------------ | ------ | --------- |
| Platini 56' (pen.) | Raport |           |

| Juventus | Liverpool |

| Juventus:           |    |                    |  |     |
|                     |    |                    |  |     |
| P                   | 1  | Stefano Tacconi    |  |     |
| F                   | 2  | Luciano Favero     |  |     |
| F                   | 3  | Antonio Cabrini    |  |     |
| M                   | 4  | Massimo Bonini     |  |     |
| F                   | 5  | Sergio Brio        |  |     |
| F                   | 6  | Gaetano Scirea (C) |  |     |
| A                   | 7  | Massimo Briaschi   |  | 84' |
| M                   | 8  | Marco Tardelli     |  |     |
| A                   | 9  | Paolo Rossi        |  | 89' |
| M                   | 10 | Michel Platini     |  |     |
| M                   | 11 | Zbigniew Boniek    |  |     |
| Rezerve:            |    |                    |  |     |
| P                   | 12 | Luciano Bodini     |  |     |
| F                   | 13 | Nicola Caricola    |  |     |
| A                   | 14 | Cesare Prandelli   |  | 84' |
| M                   | 15 | Bruno Limido       |  |     |
| M                   | 16 | Beniamino Vignola  |  | 89' |
| Antrenor:           |    |                    |  |     |
| Giovanni Trapattoni |    |                    |  |     |

| Liverpool: |    |                  |     |     |
|            |    |                  |     |     |
| P          | 1  | Bruce Grobbelaar |     |     |
| F          | 2  | Phil Neal (C)    |     |     |
| F          | 3  | Jim Beglin       |     |     |
| F          | 4  | Mark Lawrenson   |     | 4'  |
| F          | 5  | Steve Nicol      |     |     |
| F          | 6  | Alan Hansen      |     |     |
| A          | 7  | Kenny Dalglish   |     |     |
| M          | 8  | Ronnie Whelan    |     |     |
| A          | 9  | Ian Rush         |     |     |
| A          | 10 | Paul Walsh       |     | 46' |
| M          | 11 | John Wark        | 38' |     |
| Rezerve:   |    |                  |     |     |
| M          | 13 | Sammy Lee        |     |     |
| F          | 14 | Gary Gillespie   |     | 4'  |
| M          | 15 | Jan Mølby        |     |     |
| M          | 16 | Craig Johnston   |     | 46' |
| P          | 17 | Chris Pile       |     |     |
| Antrenor:  |    |                  |     |     |
| Joe Fagan  |    |                  |     |     |

## Echipe afectate de interdicție
Pe durata interdicției cauzate de dezastrul de pe Heysel, 20 de echipe au ratat șansa de a juca în trei competiții europene. Tabelul de mai jos prezintă aceste echipe.
| Sezoane   | Cupa Campionilor Europeni | Cupa Cupelor UEFA     | Cupa UEFA |
| --------- | ------------------------- | --------------------- | --- |
| 1985-1986 | Everton                   | Manchester United (4) | Liverpool (2) Tottenham Hotspur (3) Southampton (5) Chelsea (6) Norwich City (Câștigătoare a Cupei Ligii (20))                              |
| 1986-1987 | Liverpool                 | Everton (2)           | West Ham United (3) Manchester United (4) Sheffield Wednesday (5) Chelsea (6) Arsenal (7th) Oxford United (Câștigătoare a Cupei Ligii (18)) |
| 1987-1988 | Everton                   | Coventry City (10th)  | Liverpool (2) Tottenham Hotspur (3) Norwich City (5) Arsenal (Câștigătoare a Cupei Ligii (4))                                               |
| 1988-1989 | Liverpool                 | Wimbledon (6)         | Manchester United (2) Everton (4) Queens Park Rangers (5) Luton Town (Câștigătoare a Cupei Ligii (9))                                       |
| 1989-1990 | Arsenal                   | Liverpool (2)         | Norwich City (4) Derby County (5) Tottenham Hotspur (6) Nottingham Forest (Câștigătoare a Cupei Ligii (3))                                  |
| 1990-1991 | Liverpool                 |                       | Tottenham Hotspur (3) Arsenal (4) |

Pentru sezonul 1990-91 UEFA a ridicat parțial interdicția ca test, atunci când Aston Villa a terminat pe locul doi în First Division și Manchester United a câștigat FA Cup 1989-1990, acestor echipe li s-a permis să evolueze în Cupa UEFA și Cupa Cupelor UEFA, respectiv. Totuși, deși ulterior interdicția a fost scoasă complet, echipele engleze și-au recuperat abia peste cinci ani toate locurile pentru cupele europene pe care le aveau înainte de 1985. Aceasta a afectat opt echipe care au ratat calificarea în Cupa UEFA până la turneul din sezonul 1994-1995, inclusiv.
| Sezon     | Club(uri)                             |
| --------- | ------------------------------------- |
| 1990-1991 | Tottenham Hotspur, Arsenal            |
| 1991-1992 | Crystal Palace, Sheffield Wednesday   |
| 1992-1993 | Arsenal, Manchester City              |
| 1993-1994 | Blackburn Rovers, Queens Park Rangers |
| 1994-1995 | Leeds United                          |

## Morți
Din cei 39 de morți, 32 au fost italieni (inclusiv 2 minori), 4 belgieni, 2 francezi și un nord-irlandez.
| Nume                     | Vârsta |
| ------------------------ | ------ |
| Rocco Acerra             | 29     |
| Bruno Balli              | 50     |
| Alfons Bos               | 35     |
| Giancarlo Bruschera      | 21     |
| Andrea Casula            | 11     |
| Giovanni Casula          | 44     |
| Nino Cerullo             | 24     |
| Willy Chielens           | 41     |
| Giuseppina Conti         | 17     |
| Dirk Daenecky            | 38     |
| Dionisio Fabbro          | 51     |
| Jacques François         | 45     |
| Eugenio Gagliano         | 35     |
| Francesco Galli          | 24     |
| Giancarlo Gonnelli       | 20     |
| Alberto Guarini          | 21     |
| Giovacchino Landini      | 50     |
| Roberto Lorentini        | 31     |
| Barbara Lusci            | 58     |
| Franco Martelli          | 22     |
| Loris Messore            | 28     |
| Gianni Mastroiaco        | 20     |
| Sergio Bastino Mazzino   | 38     |
| Luciano Rocco Papaluca   | 38     |
| Luigi Pidone             | 31     |
| Benito Pistolato         | 50     |
| Patrick Radcliffe        | 38     |
| Antonio Ragnanese        | 49     |
| Claude Robert            | 27     |
| Mario Ronchi             | 43     |
| Domenico Russo           | 28     |
| Tarcisio Salvi           | 49     |
| Gianfranco Sarto         | 47     |
| Amedeo Giuseppe Spolaore | 55     |
| Mario Spanu              | 41     |
| Tarcisio Venturin        | 23     |
| Jean Michel Walla        | 32     |
| Claudio Zavaroni         | 28     |